# سید محمدحسین حسینی طهرانی
سیّد محمّد حسین حسینی طهرانی معروف به علامه طهرانی (۱۳۰۵ تهران ـ ۱۳۷۴ مشهد) فیلسوف، عارف و فقیه شیعه بود.

## زندگی
سیّد محمّدحسین حسینی طهرانی از علما و عرفای معاصر، فرزند سید محمدصادق طهرانی، در ۱۲ مرداد ۱۳۰۵ (۲۴ محرم ۱۳۴۵) در تهران متولد شد. پس از تحصیلات ابتدائی، دوره آموزش مکانیک و ماشین‌سازی را گذراند. سپس به تحصیلات علوم دینی حوزوی روی آورد. در سال ۱۳۶۴ قمری، به قم رفت و در مدرسه حجتیه مقیم شد.

## اقامت در قم
وی از سال‌های اول حضور در قم، به جمع شاگردان محمدحسین طباطبایی پیوست و در سطوح مختلف علمی و عملی در طی مدت ۷ سال از استادان آنجا، بهره برد و در همین مدت به درجه اجتهاد رسید و از دیدگاه عرفانی نیز مراتب توحید و تجرد را طی کرد، بطوری‌که طباطبایی بسیار به وی علاقه پیدا کرده بود ؛ اوج این علاقه در پاسخ نامهٔ طباطبایی به وی که در خصوص هجرت به نجف استجازه کرده بود منعکس شده‌است.

## هجرت بهنجف
وی برای تکمیل تحصیلات علوم دینی در آغاز سن ۲۷ سالگی به عراق رفت و در نجف ساکن شد. در آنجا از علما و فقهای نجف کسب فیض کرد و درجهٔ اجتهاد را دریافت نمود. در مسائل عرفانی و سلوکی بنا به توصیه محمدحسین طباطبایی در ابتدا با عباس قوچانی (وصی سیدعلی قاضی طباطبائی) آشنا شد و در مسائل عرفانی با وی، حشر و نشر پیدا کرد و بعد به حضور سیدجمال‌الدین گلپایگانی و محمدجواد انصاری همدانی رسید. سرانجام، با راهنمایی‌های عباس قوچانی، به حضور سیدهاشم حداد (از شاگردان سیدعلی قاضی طباطبائی) رسید و فصل نوینی در زندگی توحیدی و عرفانی وی پدید آمد.

## بازگشت به تهران
وی به سال ۱۳۷۷ هـ ق، در سن ۳۳ سالگی بعد از رسیدن به اجتهاد برای ترویج اسلام بنا به دستور سید هاشم حداد به تهران بازگشت و به عنوان امام جماعت در مسجد قائم آل محمد مشغول وعظ و ارشاد مردم و اقامه نماز شد.

## شخصیت سیاسی و مبارزاتی
وی همیشه تشکیل حکومت اسلامی را یک وظیفه الهی می‌دانست و در قضایای ۱۵ خرداد با سابقه آشنایی‌اش با سید روح‌الله خمینی به همکاری و همفکری پرداخت. نام وی در میان علمای صادرکننده اعلامیه علیه حکومت پهلوی در تاریخ دوم آبان ماه ۱۳۴۱ به چشم می‌خورد. با پیروزی انقلاب و تأسیس حکومت اسلامی، در شکل‌گیری قانون اساسی و پیش‌نویس آن بر «حاکمیت اسلام و محوریت ولایت فقیه» تأکید و جهت تصویب آن در مجلس خبرگان تلاش کرد. وی در خلال ملاقات‌هایش با روح‌الله خمینی دیدگاه‌ها و پیشنهادهایش را به واسطهٔ مرتضی مطهری بیان کرد. در سال ۱۴۰۰ ق، به خواسته استادش، سیدهاشم حداد، به مشهد رفت و مدت پانزده سال آخر عمر خود در آنجا بود. در این مدت، علاوه بر ترویج اسلام و تدریس حوزوی، به تألیف و نشر (دوره علوم و معارف اسلام) پرداخت و آثار بسیاری در همین زمینه انتشار داد.

## درگذشت
سید محمدحسین حسینی طهرانی، روز ۱۷ تیر ۱۳۷۴ (۹ صفر ۱۴۱۶) در مشهد درگذشت و بر پیکر وی محمد تقی بهجت نماز خواند. مدفن وی در قسمت جنوب شرقی صحن انقلاب (عتیق) قرار دارد.

## دیدگاه‌ها

### هدف از خلقت انسان
رسیدن به توحید ذات بالاترین مقامی است که انسان می‌تواند به آن برسد و هدف از خلقت هم همین است. آن جا مقامی است که انسان با تمام وجود به این حقیقت و باور می‌رسد که یک وجود بیشتر در عالم نیست که همه عالم را پر کرده‌است و همه مخلوقات سایه و ظهوری از آن هستند عیناً مثل گلی که انسان تصور می‌کند که از طرفی هم گل غیر از انسان واست وهم وجود این گل تصور شده عین وجود انسان (خالق آن) است.

### کاهش جمعیت
وی همچنین در پی اجرای سیاست‌های کاهش جمعیت در دههٔ هفتاد مقطعی درس خود را تعطیل و به تدوین کتاب «کاهش جمعیت ضربه‌ای سهمگین بر پیکر مسلمین» پرداخت. او در این کتاب بحث کاهش جمعیت را نقشهٔ استعمار برای مسلمانان دانست.

## مواضع و اقدامات سیاسی

### دربارهٔ مبارزات انقلاب اسلامی
صدرالدین حائری شیرازی می‌گوید: 

- بعد از جریان ۱۵ خرداد ۱۳۴۲، یکی از مشکلات ما به دلیل وسعت مبارزات، مسئلهٔ رخنهٔ گروهکها در مبارزات بود. حصرت امام برای جلوگیری از این مسئله، فردی را به‌عنوان مسئول گذاشت که هر کسی که می‌خواهد وارد مبارزات شود از این طریق باید بیاید و آن فرد علامه طهرانی بود.
- بنده و سید عبدالحسین دستغیب جزو کسانی بودیم که توسط طهرانی وارد تشکیلات انقلاب شدیم و در نزد ایشان به قرآن قسم خوردیم که تا سرحد شهادت مقاومت کنیم.
- علامه طهرانی با سید محمدهادی میلانی صحبت کرد تا جایی که توانست ایشان را متقاعد کند حکم تکفیر و ترور شاه را امضا کند. سپس سرلشکر قرنی را برای این کار آماده کرد و وی برای اجرای حکم اقدام نمود، لیکن قضیه رو شد و او و تعدادی دیگر را دستگیر کردند.

### دیدگاهش دربارهٔ خمینی و خامنه‌ای
حسینی طهرانی در برخی از کتاب‌هایش از خمینی به شدت پشتیبانی کرده‌است؛ از جمله: 

- اینکه بگویند برای این انقلاب، ملت قیام کرد و زحمت کشید اینها همه حرف است. جز اراده و عزم قوی ایشان هیچ‌کس کار نکرد به دلیل اینکه ملت همیشه بوده‌است ولی تا روح در ملت پیدا نشد جان نگرفت، حرکت نکرد.
- امروز علَم اسلام دست آیت‌الله خامنه‌ای است و تعظیم ایشان تعظیم اسلام و تضعیف ایشان تضعیف اسلام است. هر سخنی که منجر به تضعیف ایشان گردد حرام مسّلم و معصیت کبیره و گناهی است که بخشوده نمی‌شود.

### جلوگیری او از اعدام روح الله خمینی
پس از سخنرانی خمینی در 13 خرداد سال 1342 که در آن به محمد رضا شاه حمله برده و انقلاب سفید وی را انقلاب سیاه خوانده بود، نیروهای انتظامی به دستور اسدالله علم، در 15 خرداد 1342 شهر قم را محاصره و در صبح همان روز خمینی را دستگیر و به پادگان قصر در تهران منتقل کردند. پس از آن، و با آگاه شدن علما از دستگیری روح الله خمینی و تصمیم محمدرضا پهلوی برای اعدام وی، حسینی طهرانی مجلسی را در منزل پدرزن خود در تهران برگزار کرد. در این مجلس، بسیاری از علما همچون سید محمد هادی میلانی، محمد علی همدانی، بهاءالدّین محلاتی و سید عبدالحسین دستغیب از شهرستان‌های مختلف به تهران آمده و همه امضا کردند که روح الله خمینی مرجع تقلید بوده و بنابراین مصونیت جانی دارد. بدین ترتیب حکم اعدام از او برداشته شد.

### حکومت اسلامی
- در جایی که ولی فقیه با مسئله‌ای مخالف است و شرایط به شکلی است که ایشان نمی‌تواند اعمال قدرت کند، بر عهدهٔ دیگران است که با روشنگری و تبیین حقائق به ولی‌فقیه در اجرای قوانین اسلام کمک نمایند.
- حالا برنج گران باشد، روغن گیر نیاید، این‌ها یک مشکلاتی است که خیلی مهمّ نیست شما بگویید: انسان آخرش از گرسنگی هم بمیرد. آیا اگر انسان زنده باشد و زیر پرچم آمریکا باشد بهتر است، یا بمیرد؟
- حاکم اسلام واحد است و نمی‌شود در سیطرهٔ اسلام دو نفر حاکم باشند. وقتی یکی از مجتهدین حاکم شد، حکمش بر تمام افراد مسلمان و حتی بر همهٔ مجتهدین دیگر و حتی بر افرادی که از حاکم اعلم اند نافذ است. خداوند حکم او را بر همه حجیت داده‌است.
- اگر حاکم اسلامی حکمی بکند بر همهٔ مسلمین واجب است اطاعت کنند. همچنین مجتهدین در امور اجتماعی و سیاسی باید تابع حاکم اسلامی باشند و هرگونه اظهار نظرهایی که نسبت به حکومت تزلزل یا شکستی می‌آورد جایز نیست.

### نامه به روح الله خمینی در مورد پیش نویس قانون اساسی
محمد حسین حسینی طهرانی، در نامه‌ای پیش نویس قانون اساسی را از نظر تطبیق با فلسفه و فقه اسلام مورد نقد و اصلاح قرار داد و این نامه را برای روح الله خمینی ارسال کرد. از جمله مهم‌ترین نکاتی که در این نامه آمده بود میتوان به موارد زیر اشاره کرد:

- اصل (٣) را بدین مضمون باید تصحیح نمود: طبق آیه‌ أَطِيعُوا اللَّهَ وَ أَطِيعُوا الرَّسُولَ وَ أُولِي الْأَمْرِ مِنْكُمْ‌ حكومت اسلامى باید بدست جامع‌ترین و كاملترین افراد امّت قرار گیرد و براى شناخت چنین فردى باید از راه فحص و شورى طبق دستور قرآن كه‌ «وَ شاوِرْهُمْ فِي الْأَمْرِ» و «أَمْرُهُمْ شُورى‌ بَيْنَهُمْ‌» از شوراهاى منتخب از اهل حلّ و عقد استفاده نمود.
- اصل (١٣) دولت اسلام طریق استفاده از سرمایه را فقط از راه مشاركت، یا مزارعه، یا مساقاة، یا مضاربه، یا اجاره و أمثال آنها مى‌داند و براى قرض و سرمایه تعقیم شده در ذمّه هر گونه بهره‌اى را باطل مى‌شناسد. و همچنین هر گونه معاملاتى كه منجرّ به بهره كشى از پول گردد مانند معاملات ربوى را فاسد مى‌شمارد.
- در فصل دوّم اصل ١٣ باید بدنبال لفظ مذهب جعفرى لفظ اثنى عشرى را اضافه كرد.
- اصل (٢٦) بدین گونه تصحیح شود: تشكیل احزاب، جمعیتها و انجمن‌هاى سیاسى و صنفى و ادیان رسمى آزاد است مشروط به آنكه اصول استقلال آزادى حاكمیت و وحدت ملى و اساس جمهورى اسلامى را نقض نكنند؛ شركت افراد در این گروهها آزاد است و هیچكس را نمى‌توان از شركت در گروههاى سیاسى و اجتماعى و ادیان رسمى منع كرد یا به شركت در یكى از این گروهها مجبور ساخت.

### جنگ ایران و عراق و جنگ ابتدایی
- اگر سید روح‌الله خمینی امر به جنگ کنند و به اندازه کفایت نباشد یا به شخص من امر به رفتن به جبهه نمایند حتماً می‌روم و حتی اگر نتوانم به خاطر کهولت سن در خط مقدم شرکت کنم، در پشت جبهه می‌نشینم و خدمت می‌کنم. لااقل سیب زمینی که می‌توانم برای رزمندگان پوست بکنم.
- ادلهٔ جهاد ابتدایی در زمان غیبت و حضور، تفاوتی ندارد و در زمان ولایت فقیهِ عادل، درصورتی که مبسوط الید باشد می‌تواند اقامهٔ جهاد کند.

## نظرات دربارهٔ طهرانی
- سید محمدحسین طباطبایی در نامه به طهرانی در سنین بیست و هفت سالگی: چندی قبل مرقومه شریفه حاکیه از تفقّد و یادآوری جنابعالی زیارت گردیده و مفتخر شدم؛ کسالت طبعی بنده چنانچه مسبوقید این مدّت مزید خجلت گردیده ولی با اینهمه چنانچه قلبتان هم قاعدتاً باید شهادت بدهد هیچگاه صورت پُرمهر جنابعالی فراموش بنده نمی‌شود؛ و لولا اینکه موضوع آستانِ عرش بنیانِ امیر علیه السّلام بود، بنده هیچگونه رأی به مسافرت جنابعالی نه در مقام شور و نه به حسب تصوّر نمی‌دادم. به هر حال و اجمالًا، دل بنده پیوسته پیش شما است اگرچه راهی به قرب جسمانی ندارم. اینک باز با این وسیله به راز سرائی و توصیه‌های خود ادامه می‌دهم‏.[۲۲]
- محمد جواد انصاری در پاسخ به شکایت طهرانی از عقب ماندن از رفقای طریق می‌گوید: هر کس جلوتر رفته بیاید مسابقه بدهد؛ این گوی و این میدان! و نیز در پاسخ سؤال محمدحسین طهرانی دربارهٔ اقامت در نجف یا طهران می‌فرماید: نجف خوب است، طهران هم خوب است، ولی اگر نجف بمانی آنچه کسب می‌کنی همه اش برای خودت؛ و اگر طهران بمانی در آنچه به دست می‌آوری شرکت می‌کنیم![۲۳]
- سید هاشم حداد در سال ۱۳۸۳ قمری (۳۸ سالگی طهرانی): آقا سیّد محمّدحسین سیّد الطائفتین (مجتهدین در شریعت و مجتهدین در طریقت) است و در حدود ۴۰ سالگی محمدحسین طهرانی گفته‌است: او از فانی هم بالاتراست، از فانی هم بالاتراست! ابرار خدمتش می‌کنند و در اواخر عمر می‌گفت: من هرچه داشتم به آقا سیّدمحمّدحسین دادم! و به‌طور مکرر می‌گفت: غیر از آقا سید محمدحسین کس دیگری را نمی‌شناسم! بعد از اهل بیت علیهم السّلام مثل قاضی و بعد از آقای قاضی، همانند آقا سیدمحمدحسین ندیدم.[۲۳] در وصیت‌نامه خود: ... وصی و جانشین قرار دادم از طرف خودم چه در حال حیات و چه در حال ممات در امور شریعت و در امر طریقت و تربیت افراد برای وصول به‌حق آقای آقا سیدمحمدحسین حسینی طهرانی را و ایشان لسان من است و ایشان مورد اعتماد من می‌باشد و بدیگری اعتمادی ندارم[۲۴]
- سید ابوالقاسم خوئی در توصیه ای به وی گفته است: آقا سیّد محمّد حسین، شما در نجف بمانید و به طهران نروید؛ اگر در اینجا بمانید و به فقه و اصول مشغول باشی، لا یختلف بَعدی علیکَ اثْنان «بعد از من دو نفر دربارهٔ تو اختلاف نمی‌کنند» فرزند طهرانی میگوید: هنگامی که در نجف اشرف، خدمت آیه الله خوئی درس خارج اصول می‌خواندیم، ایشان تصمیم داشتند یک درس خارج فقه نیز شروع کنند ولی آن را مشروط کرده بودند به شرکت دو نفر از تلامذه خود و فرموده بودند: «اگر دو نفر در این درس حاضر شوند درس را آغاز می‌کنم.» آن دو نفر یکی علامه والد رضوان الله تعالی علیه بودند و دیگری آیت‌الله سیستانی.[۲۵]
- سید علی سیستانی که در درس خوئی، همبحث محمدحسین طهرانی بود در نامه به وی نوشته‌است: بسمه تعالی و له الحمد و المجد / محضر مبارک آیه‌الله آقای سیّد محمّدحسین تهرانی دامت برکاته / به عرض انور عالی می‌رساند بعد از اظهار مراتب ارادت و اخلاص، امید است که همیشه موفّق به تأییدات غیبی بوده و در ظلّ عنایات خاصّه بقیّه‌الله روحی له الفداء محفوظ و عموم مسلمین و لا سیّما الخواصّ منهم از علوم و معارف آن جناب مستفیض باشند… ذکر خیر جنابعالی با فضلایی که با آنها ربط علمی دارم می‌شود و تأسّف دارم که چرا طوری نمی‌شود که فضلا و حوزه‌های علمیّه با آن جناب در تماس علمی باشند، چنانچه حضوراً هم عرض شد.[۲۶]
- در مجلسی که عده‌ای از علما حضور داشتند، مرتضی حائری یزدی، به علمای مجلس رو کرده و گفت: حق این بود که اداره و مدیریت تدریس خارج حوزه علمیه را آقای سید محمدحسین به جای ما به عهده می‌گرفتند! این کلام در فضیلت و منقبت مقام علمی او درحالی بیان شد که طهرانی تنها بعضی از دروس سطح مانند مکاسب انصاری و کفایه الاصول آخوند خراسانی را در این حد سطح یا بین سطح و خارج از آنان درس گرفته بود؛ و گویا او، نور علم و فقه را در حسینی طهرانی دریافته بود.[۲۷]
- بعد از آنکه رساله رویت هلال طبع شد، یک نسخه از آن را برای سید احمد خوانساری فرستادم. بعد از مدتی که بین ما و ایشان ملاقاتی صورت گرفت، او گفت: آقا! من قدر علمیت شما را نمی‌دانستم، شما در تهران بودید و من آگاه نبودم، از این کتاب به علمیّت شما پی بردم، از آن روز که این کتاب را داده‌اید، کنار متکای من است و دائم آن را مطالعه می‌کنم. و اظهار تاسف کرده بود که چرا در این مدت طولانی اقامت حسینی طهرانی در تهران، وی از این موضوع بی اطلاع بوده‌است.[۲۵]
- محمدتقی جعفری: ما نمی‌دانیم چه سری در این نوشته‌های علامه طهرانی نهفته‌است که وقتی انسان این کتاب‌ها را می‌خواند بر جان و دلش می‌نشیند، در حالی که ما خود این مطالب را خوانده و در تالیفات آورده‌ایم ولی آن اثر را در خواننده ندارد.[۲۸]
- سید علی خامنه‌ای: سید محمدحسین پدیده‌ای بود. آقای طهرانی در ریاضی، هندسه، علوم حوزوی و… پدیده‌ای بود.[۲۹]

وی همچنین در نامه ای به تاریخ ۱۸ تیر ۱۳۷۴ که به مناسبت درگذشت طهرانی نوشته شد، اینگونه به توصیف او میپردازد:

- عالم ربانی و سالک مجاهد روحانی
- ایشان از جمله فرزانگان معدودی بودند که مراتب برجسته‌ی علمی را با درجات والای معنویت و سلوک، توأماً دارا بودند و در کنار فقاهت فنی و اجتهادی، به فقه الله الاکبر نیز که از مقوله‌ی شهود و محصول تجربه‌ی حسی و مجاهدت معنوی است، نائل گشته بودند.

در انتها نیز بطور ضمنی طهرانی را از اولیاء الله و بندگان صالح خدا میشمارد.

### استادهای عرفان
- سید محمدحسین طباطبایی (استاد عرفان، فلسفه، حکمت و تفسیر)
- محمدجواد انصاری همدانی
- سید جمال‌الدین گلپایگانی
- سید هاشم حدّاد
- سید رضا بهاءالدینی
- عباس هاتف قوچانی

### استادهای فقه و اصول
- سید حسین طباطبایی بروجردی
- مرتضی حائری یزدی
- سید محمد حجت کوه‌کمری
- سید محمد محقق داماد
- حسین حلی
- سید ابوالقاسم خویی (همچنین استاد تفسیر)
- سید محمود حسینی شاهرودی

### استاد حدیث و رجال
- آقابزرگ طهرانی

### شاگردان
- مرتضی مطهری
- سید محمدصادق حسینی طهرانی (پسر بزرگ وی)
- سید محمدمحسن حسینی طهرانی (دیگر پسر وی)

## آثار
- الله‌شناسی (سه جلد)
- امام‌شناسی (هجده جلد)
- معادشناسی (ده جلد)
- نور ملکوت قرآن (چهار جلد)
- توحید علمی و عینی
- رسالهٔ بدیعه
- شرح رسالهٔ سیر و سلوک منسوب به سید محمدمهدی بحرالعلوم
- رسالهٔ لبُّ اللُباب درسیر و سلوک اُولی الالباب،
- رساله نکاحیه (کاهش جمعیت ضربه‌ای سهمگین بر پیکر مسلمین)
- رسالهٔ نوین
- روح مجرّد (یاد نامه سید هاشم موسوی حداد)
- رساله حول مسئله رویه الهلال (عربی)
- مهر تابان (شرح حال علامه سید محمد حسین طباطبایی)
- وظیفهٔ فرد مسلمان در احیای حکومت اسلام
- ولایت فقیه در حکومت اسلام (چهار جلد)
- نگرشی بر مقاله قبض و بسط تئوریک شریعت عبدالکریم سروش
- اجتهاد و تقلید
- سر الفتوح ناظر بر پرواز روح
- مبانی اخلاق در آیات و روایات
- مبانی تشیع
- شرح دعای افتتاح
- شرح دعای ابوحمزه ثمالی
- آیین رستگاری
- مهرتابناک (شرح احوالات سید علی قاضی)
- مناقب اهل بیت
- سالک آگاه
- مبانی فقهی

- مطلع انوار (چهارده جلد)
- صلاة الجمعة

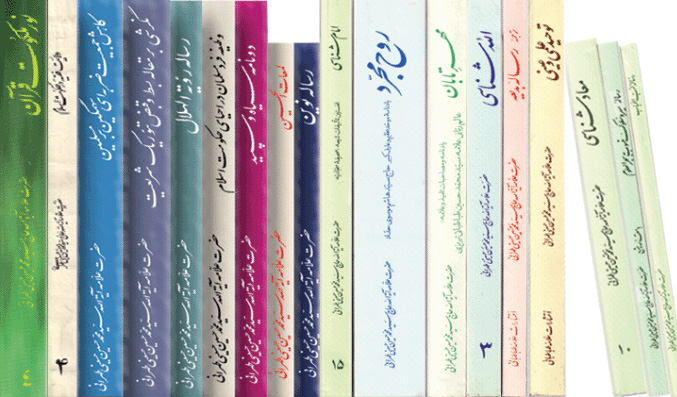
نمایی از برخی کتب علامه طهرانی

- آیین رستگاری (مصاحبات پیرامون سیر و سلوک الی الله)
- تفسیر آیه نور
- مهر تابناک (یادنامه سید علی قاضی)
- انوار الملکوت (نور ملکوت روزه، نماز، مسجد، قرآن و دعا) (دو جلد)

این کتاب در ادامهٔ سلسله مباحث «أنوار الملکوت» می‌باشد کتاب انوار الملکوت
- سالک آگاه (بیاناتی پیرامون علم و علماء)
- شرح فقراتی از دعای افتتاح
- لمعات الحسين

## ادبیات

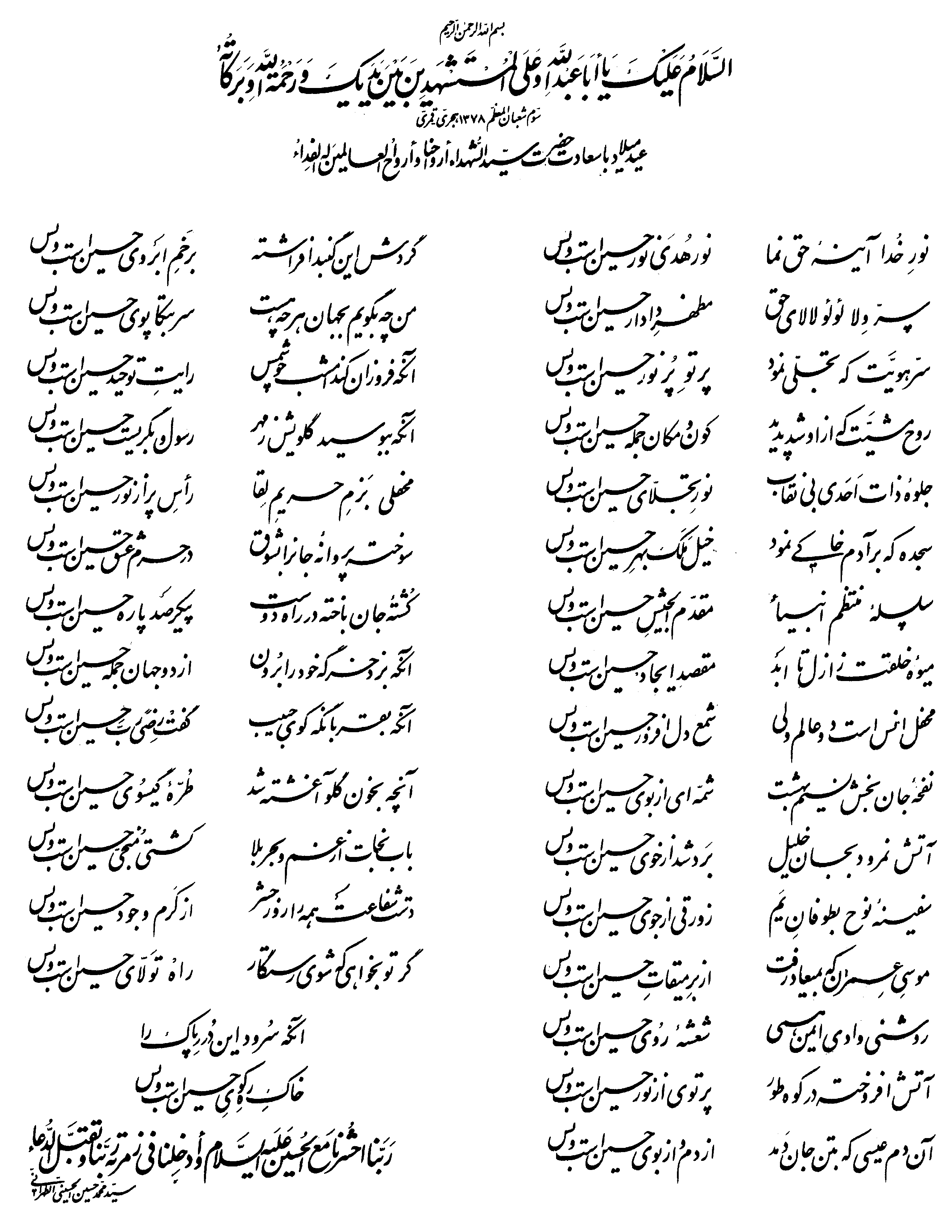

وی در کتب خود که قریب به ۲۰ هزار صفحه را شامل می‌شود، به‌طور مکرر از اشعار عربی و فارسی به مناسبت‌های مختلف استفاده کرده‌است. همچنین گزیده اشعار انتخابی او که در جُنگ‌های خطی خود آورده‌است، اعم از قصیده، غزل، رباعی و تک‌بیتی‌ها و مدایح و مراثی، چندین برابر نمونه‌هایی است که در خلال مباحث کتابهای خود ارائه نموده‌است.
وی در زمینه سرودن شعر تنها یک اثر دارد که در حال و هوایی خاص و بر اساس جذبه‌ای توحیدی و ولائی و با توجه تام به مفاد و معنی سروده شده‌است. این شعر در مدح و ثنای حسین بن علی است که در شب تولد او سروده شده و مردّف به جمله «حسین است و بس» می‌باشد. در رابطه با این شعر قضیه‌ای از او نقل شده‌است که: روزی از ایشان سؤال می‌شود: آیا غیر از شعر «حسین است و بس» سروده دیگری نیز دارید؟ او در جواب می‌گوید: «حسین است و بس».